# 霍普威爾 (佛羅里達州希爾斯波羅縣)
霍普威爾（英語：Hopewell）是位於美國佛羅里達州希爾斯波羅縣的一個人口普查指定地區。

## 地理
霍普威爾的座標為28°55′43″N 82°07′45″W / 28.92861°N 82.12917°W，而該地最高點為海拔高度31米（即102英尺）。

## 人口
根據2010年美國人口普查的數據，霍普威爾的面積為5.00平方千米，當中陸地面積為5.00平方千米，而水域面積為5.00平方千米。當地共有人口500人，而人口密度為每平方千米100人。